# Серафим Тетовски
Серафим е български общественик и духовник, архимандрит, от Македония.

## Биография
Роден е в Йелошник със светското име Саве. Учи в Бигорския манастир „Свети Йоан Предтеча“. Става учител в Тетово и преподава в 1835/1836 година заедно с поп Смилко от Едуарце. По-късно се замонашва под името Серафим и получава офикията архимандрит. Спомоществовател за „Служение еврейско“, наредил Н. Зографски (1839), и за „Книга глаголемая утешение грешним“ на Кирил Пейчинович (1840). Игумен е на манастира „Св. Панталеймон“ в Горно Нерези през 1842 година. Умира в 1848 година.
Синът му Серафим Архимандритов е водач на българското църковно движение в Тетово и пръв председател на Тетовската българска община.